# 膝蓋骨骨折
膝蓋骨骨折(しつがいこつこっせつ)とは、膝蓋骨が骨折した状態のことである。症状は膝前面の痛み、腫れ、打撲が挙げられる。人によっては歩けなくなることもある。合併症には脛や大腿骨や膝靭帯の損傷が挙げられる。
一般的な原因は膝前面の膝からの落下などによる強打によるものである。稀に大腿部の筋肉の異常な収縮が原因でなることがある。診断は症状の診察とX線に基づき行われる。患者が子供の場合はMRIが必要な場合がある。
治療は骨折の種類によって手術をする場合としない場合がある。折れた骨が正常の位置にあり、補助をせず膝の曲げ伸ばしができる場合は手術をせずギプスをつけるのが一般的である。 折れた骨が正常の位置からずれていても補助をせず膝の曲げ伸ばしができる場合でも手術をせずギプスをつけることがある。通常、治療を始めてから3週間は足を伸ばした状態で固定した後、徐々に足を曲げて可動域を広げていく。これら以外の骨折の場合は一般的に手術が必要である。
骨折の1%は膝蓋骨骨折である。女性より男性に多く診られる骨折である。中でも中年に最も多く診られる。 一般的に治療による回復効果は高い。